# Benito Biscop
Benito Biscop (c. 628 - 12 de enero de 690) fue un monje anglosajón. Es venerado como santo por diferentes confesiones cristianas. Fue el maestro de Beda el Venerable.[cita requerida]

## Biografía
Benedictus Biscop era oficial del rey Oswiu de Northumbria, pero a los 25 años decidió hacerse monje. En 674 fundó un monasterio dedicado a San Pedro en Wearmouth (Sunderland), en tierras donadas por Egfrido de Northumbria, hijo de Oswiu, y formó una biblioteca, que reunió más de 200 libros (una gran cantidad para la época). En 682, fundó un nuevo monasterio, dedicado a San Pablo, en Jarrow. Van a convertirse en importantes centros de cultura en la época. Fueron los primeros edificios eclesiásticos en piedra de Gran Bretaña, y los primeros donde se empleó el vidrio. Las bibliotecas y scriptoria de los dos monasterios se hicieron famosos por los manuscritos que allí se copiaron, como el Codex Amiatinus (hoy en Florencia).
Viajó en seis ocasiones como peregrino a Roma, y en el trascurso de estos estudió la vida y las costumbres de monasterios de otros lugares. Recogió gran cantidad de libros, documentos, pinturas, reliquias de santo, y otros objetos para sus monasterios, introduciendo así las formas de culto de la Iglesia romana.  A la vuelta del sexto peregrinaje, encontró que una epidemia había causado muchas bajas en los dos monasterios. Murió en 690 a los 62 años.